# Maniche
Pour la commune haïtienne, voir Maniche (Haïti).
Pour l’article ayant un titre homophone, voir Michael Manniche.
Maniche  de son nom complet Nuno Ricardo de Oliveira Ribeiro, né le 11 novembre 1977 à Lisbonne au Portugal, est un ancien footballeur portugais évoluant au poste de milieu de terrain.

## Biographie

### En club
Maniche évolue comme milieu offensif. Joueur caractériel, il est découvert par José Mourinho alors qu'il est encore entraîneur de Benfica. Il l’emmène avec lui à Porto avec le succès qu'on lui connaît (deux championnats nationaux ; une Ligue des champions ; une Coupe UEFA ; une Coupe du Portugal).
Le 5 mai 2009, l'Atlético Madrid résilie son contrat pour manquement au règlement intérieur du club. Début juillet 2009, alors libre de tout contrat, il décide de tenter l'aventure allemande et signe un contrat de 2 ans avec le FC Cologne, où il retrouve son ancien coéquipier portugais, Petit. Il inscrit son premier but pour Cologne le 30 janvier 2010 contre l'Eintracht Francfort, en championnat. Il ouvre le score et son équipe l'emporte par deux buts à un ce jour-là.
En fin de saison, il résilie son contrat à l'amiable, désireux de rentrer au pays. Il s'engage avec le Sporting Clube de Portugal, le  16 juin 2010.

### En sélection
Maniche honore sa première sélection avec l'équipe nationale du Portugal le 29 mars 2003, lors d'un match amical face au Brésil. Il est titularisé lors de cette rencontre remportée par les siens sur le score de deux buts à un.
Il se révèle lors de l'Euro 2004. Lors de cette compétition il inscrit son premier but en sélection, le 16 juin 2004 face à la Russie, lors de la phase de groupe. Il est titularisé et ouvre le score, contribuant ainsi à la victoire des siens (0-2 score final). Il se distingue aussi avec notamment le plus beau but du tournoi en demi- finale face aux Pays-Bas (victoire 2-1 du Portugal). Il figure dans l'équipe-type du tournoi.
Il est nommé dans les 10 meilleurs joueurs de la Coupe du monde 2006. Durant le mondial, il inscrit deux buts face au Mexique (premier tour) et aux Pays-Bas (1/8e de finale). C'est un joueur très spectaculaire, technique, endurant et avec une énorme frappe de balle. Le 12 mai 2008, Luiz Felipe Scolari communique sa liste de 23 joueurs pour disputer l'Euro 2008 et Maniche n'en fait pas partie, faute de temps de jeu dans son club.

## Vie personnelle
Son surnom vient de sa ressemblance avec Michael Manniche, joueur danois du Benfica Lisbonne des années 1980.
Il est le frère de Jorge Ribeiro, défenseur au Grenade CF.

## Palmarès

### Équipe du Portugal
- 53 sélections et 7 buts en équipe du Portugal entre 2003 et 2009
- Finaliste de l'Euro 2004 (6 matchs - 2 buts)
- Quatrième de la Coupe du monde 2006 (7 matchs - 2 buts)

### FC Porto
- Vainqueur de la Ligue des Champions en 2004
- Vainqueur de la Coupe intercontinentale en 2004
- Vainqueur de la Coupe UEFA en 2003
- Champion du Portugal en 2003 et 2004
- Vainqueur de la Coupe du Portugal en 2003
- Vainqueur de la Supercoupe du Portugal en 2003 et 2004

### Chelsea FC
- Champion d'Angleterre en 2006

### Inter Milan
- Champion d'Italie en 2008

### Buts en sélection
| Buts en sélection de Maniche | Buts en sélection de Maniche | Buts en sélection de Maniche    | Buts en sélection de Maniche | Buts en sélection de Maniche | Buts en sélection de Maniche | Buts en sélection de Maniche            |
| #                            | Date                         | Lieu                            | Adversaire                   | Score                        | Résultats                    | Compétitions                            |
| ---------------------------- | ---------------------------- | ------------------------------- | ---------------------------- | ---------------------------- | ---------------------------- | --------------------------------------- |
| 1                            | 16 juin 2004                 | Estádio da Luz, Lisbonne        | Russie                       | 1-0                          | 2-0                          | Euro 2004                               |
| 2                            | 30 juin 2004                 | Estádio José Alvalade, Lisbonne | Pays-Bas                     | 2-0                          | 2-1                          | Euro 2004                               |
| 3                            | 17 novembre 2004             | Stade Josy Barthel, Luxembourg  | Luxembourg                   | 3-0                          | 5-0                          | Éliminatoires de la Coupe du monde 2006 |
| 4                            | 1er mars 2006                | Esprit arena, Düsseldorf        | Arabie saoudite              | 2-0                          | 3-0                          | Match amical                            |
| 5                            | 21 juin 2006                 | Veltins-Arena, Gelsenkirchen    | Mexique                      | 1-0                          | 2-1                          | Coupe du monde 2006                     |
| 6                            | 25 juin 2006                 | Frankenstadion, Nuremberg       | Pays-Bas                     | 1-0                          | 1-0                          | Coupe du monde 2006                     |
| 7                            | 8 septembre 2007             | Estádio da Luz, Lisbonne        | Pologne                      | 1-1                          | 2-2                          | Éliminatoires Euro 2008                 |